# Vinnytsia
Vinnytsia (ukrainska: Ві́нниця uttal (fil); ryska: Винница, Vinnitsa; polska: Winnica) är en stad i den historiska provinsen Podolien i Ukraina. Den är huvudort i Vinnytsia oblast och är Ukrainas tolfte största stad, med cirka 370 000 invånare. Staden är sedan 1972 indelad i tre rajoner: Zamostianskyj, Leninskyj och Staromiskyj.

## Historia

### Litauisk-polska tiden (1300–1600-talet)
Vinnytsia omnämns första gången 1363 efter att den litauiske storfursten Algirdas hade erövrat Podolien från tatarerna och en brorson fick detta område som gåva. En förklaring till namnet Vinnytsia är också att det härstammar från det slaviska ordet för gåva. Vid denna tid fanns redan ett träbefästning vid Södra Buhs vänstra flodbank, strax intill bifloden Vinnytjka. En annan förklaring av stadens namn är att den helt enkelt fått sitt namn från denna biflod. 
Från 1300- till 1500-talet växte en stadsbebyggelse fram runt denna enkla befästning på den vänstra flodbanken. Förödande återkommande attacker från tatariska styrkor under denna tid hindrade dock staden från att växa till en mer betydande ort. Vid mitten av 1500-talet fanns drygt 400 hus i staden. 
År 1558 byggdes en ny befästning på ön Kempa i floden Södra Buh. »Den gamla staden« (Stare Misto) på den vänstra flodbanken började nu också få konkurrens av en »ny stad« på den högra flodbanken.
Efter den så kallade unionen i Lublin 1569 hamnade Vinnytsia i Bratslavs vojvodskap och blev från 1598 också huvudort i denna provins. Två befästa katolska kloster uppfördes i staden 1617 och 1624 samt ett Jesuitkollegium 1642. Ett ortodoxt kollegium hade öppnats redan 1632. År 1640 erhöll staden Magdeburg-rättigheter och ett stadsvapen. 

### Orostider (1600-talet till 1793)
Under hetmanen Bohdan Chmelnytskyjs uppror 1648–1654 mot Polen blev Vinnytsia redan den 7 juli 1648 erövrat av den  zaporizjakosack ledaren Maksym Kryvonis. Vinnytsia ingick därefter under några år i den autonoma Hetmanstaten inom det Polsk-Litauiska samväldet. När polska styrkor försökte återta kontrollen över Vinnytsia i mars 1651 leddes försvaret av kosackledaren Ivan Bohun som efter hårda strider fick lämna över staden. 

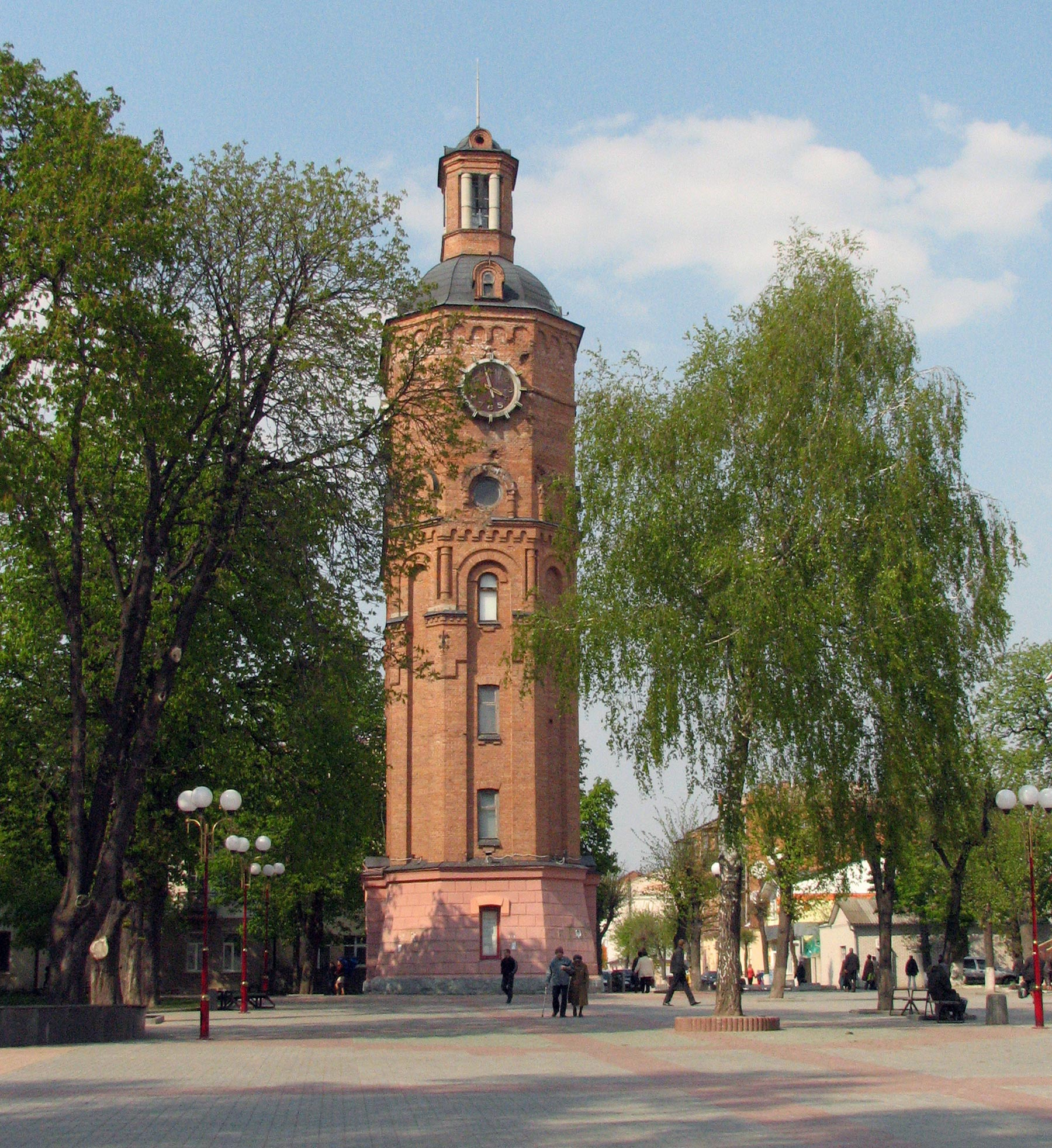
Det gamla vattentornet i Vinnytsia uppfördes 1911. Idag är det ett museum över dem som stupade i det afghansk-sovjetiska kriget.

Vinnytsia och hela Bratslavs vojvodskap hamnade under osmanskt styre 1672 efter att zaporizjakosacker tillsammans med osmanska styrkor gjort uppror mot Polsk-Litauiska samväldet som dock kunde återtag staden 1699.
Under 1700-talet erövrades staden ett flertal gånger av hajdamaker (1702–1704, 1734, 1750 och 1764).

### Under Ryska imperiet (1793–1917)
Efter den andra delningen av Polen 1793 hamnade Bratslavs vojvodskap under ryskt styre. Från 1798 ingick Vinnytsia i det nybildade lillryska guvernementet Podolien.   
År 1860 hade Vinnytsia omkring 10 000 invånare, fem skolor, ett sjukhus, en teater och 190 affärer. 
I början av 1870-talet byggdes järnvägen Kiev–Balta–Odessa, vilket innebar ett stort uppsving för Vinnytsia som nu fick en rad nya industrier. Förutom ett flertal livsmedelsindustrier byggdes i staden även en skofabrik, ett gjuteri och en konstgödselfabrik.
Den lilla provinsstaden växte nu i snabb takt och en rad nya större byggnader uppfördes i staden såsom Folkets hus (1902), en stadsteater (1910) och hotellet Savoy (1912). Staden fick också spårvagnstrafik 1912. År 1911 hade staden omkring 50 000 invånare och ett 30-tal kyrkor.
Vinnytsia blev 1914 huvudort i guvernementet Podolien, då Kamjanets-Podilskyj hamnat för nära fronten.  

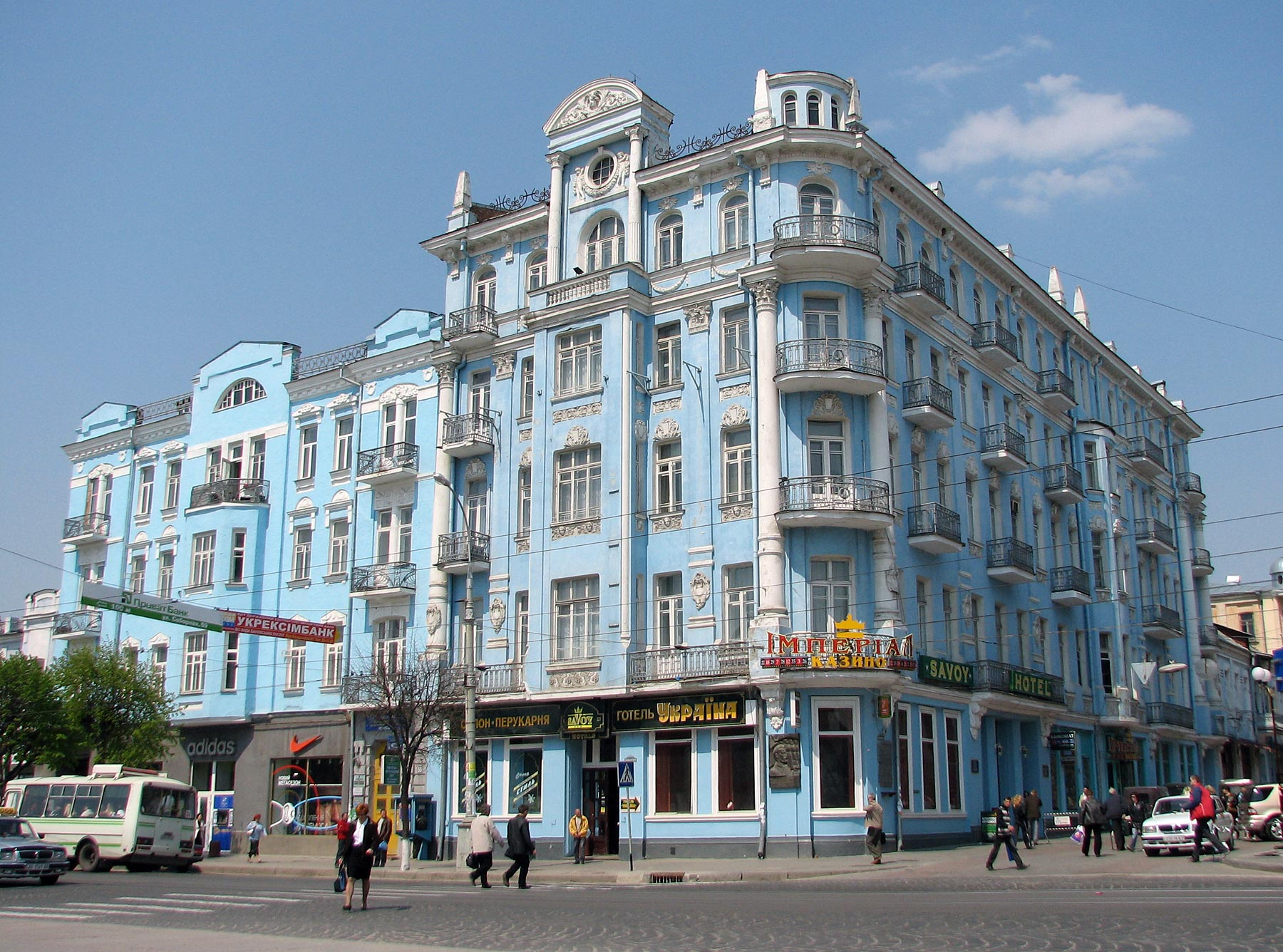
Det historiska Hotel Savoy i centrala Vinnytsia fungerar ännu som hotell men då under namnet Hotel Ukrajina.

### Revolutionen och Sovjetunionen
Efter februarirevolutionen 1917 kom Vinnytsia att hamna under en rad olika styren, stundtals under hemvändande bolsjevikiska soldater, lokala revolutionskommittéer, under den ryska centralmakten, den ukrainska folkrepubliken, polska trupper, österrikiska trupper och återigen bolsjevikiska rebeller. Efter att den ukrainska folkrepubliken tvingats överge Kiev installerades folkrepublikens ledning temporärt i hotellet Savoy i Vinnytsia i februari 1919. I slutet av 1920 lyckades dock de bolsjevikiska trupperna få kontrollen och det bildade Ukrainska SSR som även staden Vinnytsia blev en del av.
Vinnytsia blev huvudort i Vinnytsia oblast i februari 1932.
Även Vinnytsia drabbades hårt av Stalins utrensningar 1937–1938. Massgravar innehållande drygt 9 000 offer undersöktes 1943 under ledning av den tyska ockupationsmakten. Dessa massavrättningar har kommit att kallas Vinnytsiamassakern.

### Tysk ockupation (1941–44)
Endast en dryg månad efter inledningen av Operation Barbarossa intogs Vinnytsia av tyska trupper i slutet av juli 1941. Vinnytsia blev nu en del av Generalbezirk Shitomir (Zjytomyr) inom Reichskommissariat Ukraine. I Vinnytsia utsåg tyskarna en rysk professor Aleksandr Sevastjanov till borgmästare, men den verkliga makten låg givetvis hos den tyske Stadtkommissar Fritz Margenfeld.

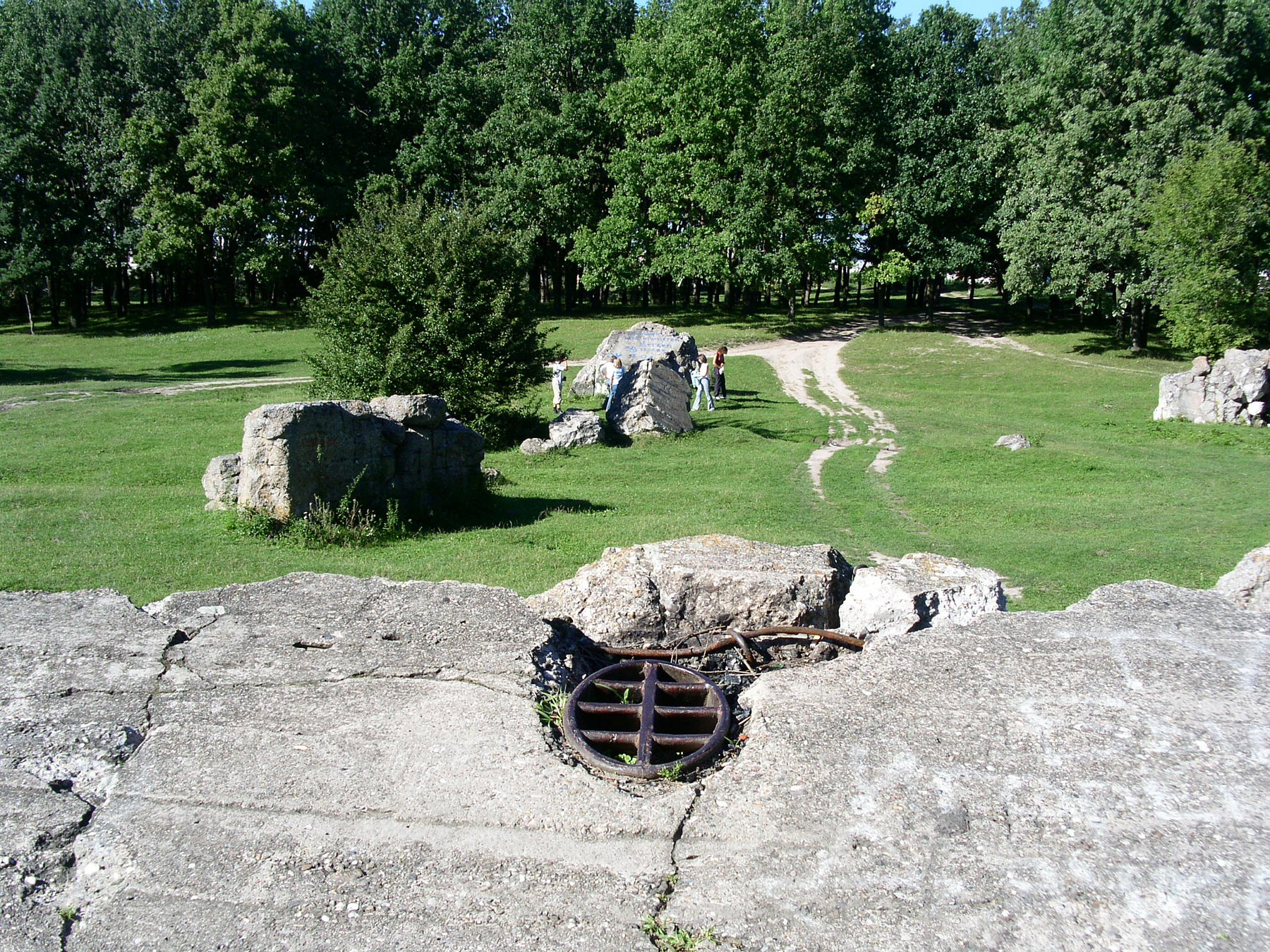
Resterna efter det tyska militära högkvarteret Werwolf strax norr om Vinnytsia.

Till skillnad mot vad som hände på många ställen i västra Ukraina uppstod inga spontana antijudiska förföljelser sedan tyskarna tagit över Vinnytsia. De flesta judar i staden hade inte evakuerats, varför de nu samlades upp av tyska specialtrupper. De flesta blev avrättade den 22 september 1941, och större delen av de återstående judarna i april 1942. Sammanlagt blev drygt 15 000 av stadens judar avrättat.
Omkring 10 km norr om Vinnytsia lät tyskarna uppföra det militära högkvarteret Werwolf. Adolf Hitler vistades här vid tre tillfällen: 16 juli till 30 oktober 1942, 19 februari till 13 mars 1943 och den 27 augusti 1943.

### Efterkrigstiden (1944–)
Efter långa och våldsamma strider runt staden intogs Vinnytsia av sovjetiska styrkor den 20 mars 1944. Nästan två tusen bostadshus och större delen av stadens industrier förstördes under dessa strider. Den kvarvarande befolkningen uppgick nu till endast 27 000, mot 93 000 före kriget. Ett omfattande återuppbyggnadsarbete sattes igång, och fem år senare var de flesta industrier åter i arbete. Staden växte nu snabbt, och 1955 var befolkningen uppe i 106 100. 
Sedan den ukrainska självständigheten 1991 är Vinnytsia centralort i Vinnytsia oblast.

## Geografi och klimat
Vinnytsia är beläget omkring 260 km från huvudstaden Kiev, 429 km från hamnstaden Odessa och 369 km från Lviv. Floden Södra Buh flyter genom staden på sin väg mot Svarta havet.
Vinnytsia har ett tempererat inlandsklimat med långa varma somrar (medeltemperaturen i juli är 18,3°) och korta, men kalla vintrar (medeltemperaturen i januari är –5,8°). Årsmedelnederbörden är 638 mm.

## Demografi
Vid 2001 års folkräkning var 97,1 % av Vinnytsias invånare etniska ukrainare, medan 2,1 % är etniska ryssar. Före 1917 hade Vinnytsia en relativt stor polsk minoritet, och ännu 1942 uppgavs cirka 6 % av befolkningen ha polsk etnicitet. En stor judisk befolkning har också funnits i staden. Idag återstår dock endast mindre minoriteter av judar och etniska polacker.
| År   | Invånare                     |
| ---- | ---------------------------- |
| 1860 | 10 000                       |
| 1897 | 30 000 (varav 11 689 judar)  |
| 1926 | 58 000 (varav 21 800 judar)  |
| 1939 | 92 900                       |
| 1944 | 27 000                       |
| 1955 | 106 100 (varav 18 000 judar) |
| 1970 | 211 400                      |
| 1979 | 314 000                      |
| 1989 | 374 300                      |
| 2001 | 356 700                      |
| 2004 | 357 900                      |

## Kommunikationer
Vinnytsia har relativt goda järnvägsförbindelser med Ukrainas större städer, då de flesta tåg som går västerut eller söderut från Kiev passerar staden. Järnvägsstationen är belägen i stadens östra del. Bussförbindelserna är också relativt goda. Staden har tre busstationer.

## Utbildning
I Vinnytsia finns ett flertal universitet och högskolor: Vinnytsias pedogogiska universitet (1912), Vinnytsias medicinska institut (1921), Vinnytsias handelsinstitut (1968), Vinnytsias tekniska universitet (1974) och Vinnytsias jordbruksuniversitet (1991).   

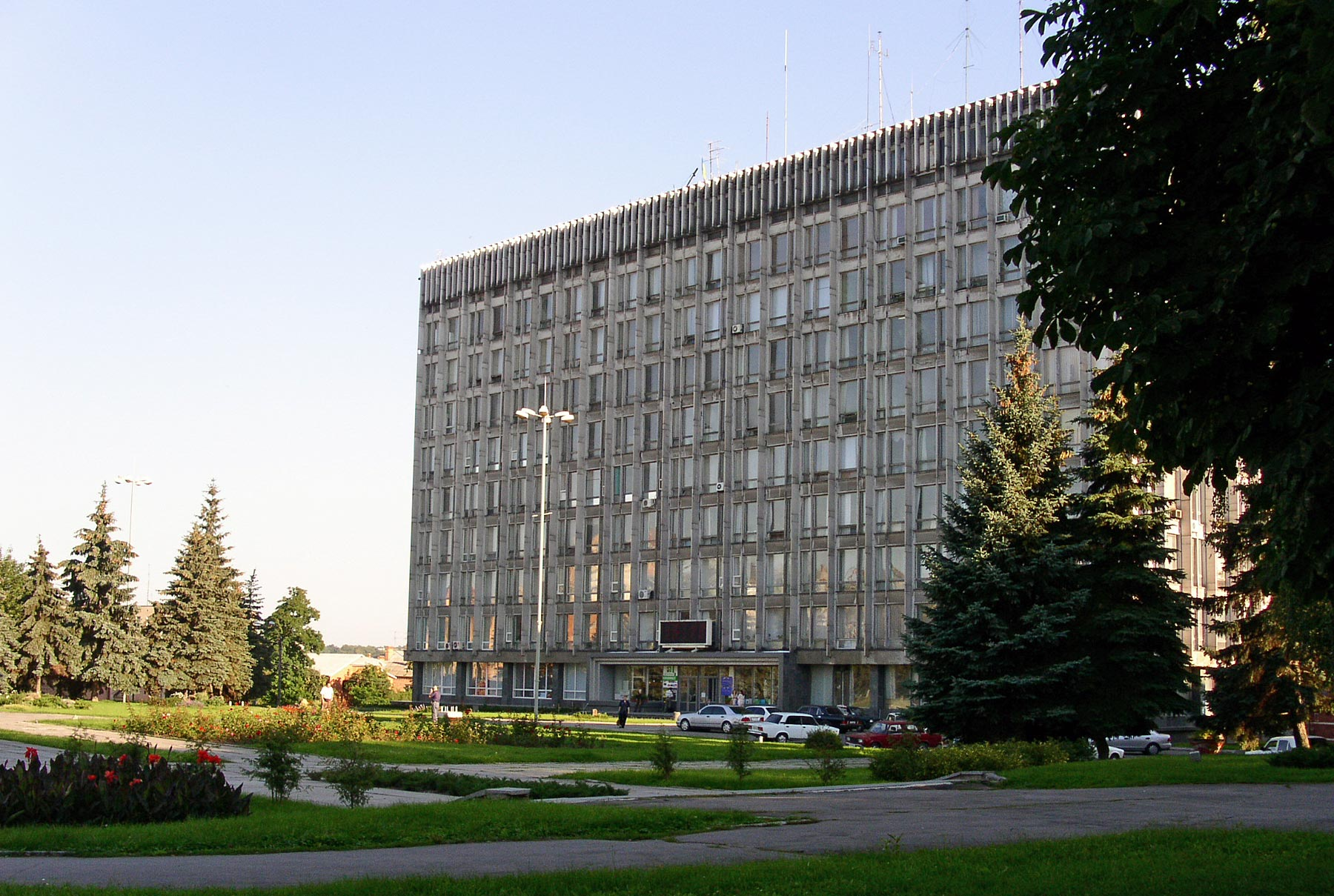
Stadens råd är beläget vid Självständighetstorget i centrala Vinnytsia.

## Politik
Sedan valet 2014 är Serhiy Morhunov staden Vinnytsias borgmästare.

## Näringsliv
Livsmedelsindustrin har alltsedan 1800-talet dominerat stadens näringsliv. Även den övriga industrin har kopplingar till jordbruket, såsom en konstgödselfabrik anlagd 1912. I staden finns också en av Ukrainas största chokladfabriker (grundad 1929), som numera ingår i Roshen-koncernen. Vodkan Nemiroff produceras också i Vinnytsia.

## Religiösa samfund
Stadens kyrkor stängdes under 1930-talets anti-religiösa kampanjer. Många kyrkobyggnader räddades dock genom att de fick nya uppgifter som lagerlokaler eller sporthallar. Sedan självständigheten 1991 har de flesta gamla förfallna kyrkorna börjat renoveras och även nya har börjat uppföras. 
En majoritet av stadens invånare tillhör den ortodoxa kyrkan, men den är här liksom i övriga Ukraina splittrad mellan dem som tillhör det gamla Moskva-patriarkatet och det nya Kiev-patriarkatet. Den övervägande delen av kyrkorna i Vinnytsia tillhör Moskva-patriarkatet.
Den kvarvarande polska minoriteten i staden tillhör den romersk-katolska kyrkan. Tre katolska kyrkor finns, med den främsta belägen på huvudgatan Soborna. Staden har även en nyuppförd uniatisk kyrka.
Sedan början av 1900-talet har det också funnits evangeliska församlingar i Vinnytsia. Den största av dem har hela tiden varit den baptistiska. Idag har staden fem olika baptistiska församlingar, varav den största är Dom Evanhelyja (Дом Евангелия) med 1 500 medlemmar. Även en adventistisk församling finns numera i Vinnytsia.
Vinnytsia hade i början av 1900-talet ett flertal synagogor och även ett judiskt pedagogiskt institut. Sedan 1990-talet har den judiska minoriteten stadigt minskat på grund av en omfattande utvandring. År 1993 fanns dock fortfarande 3 000 medlemmar i den judiska församlingen.

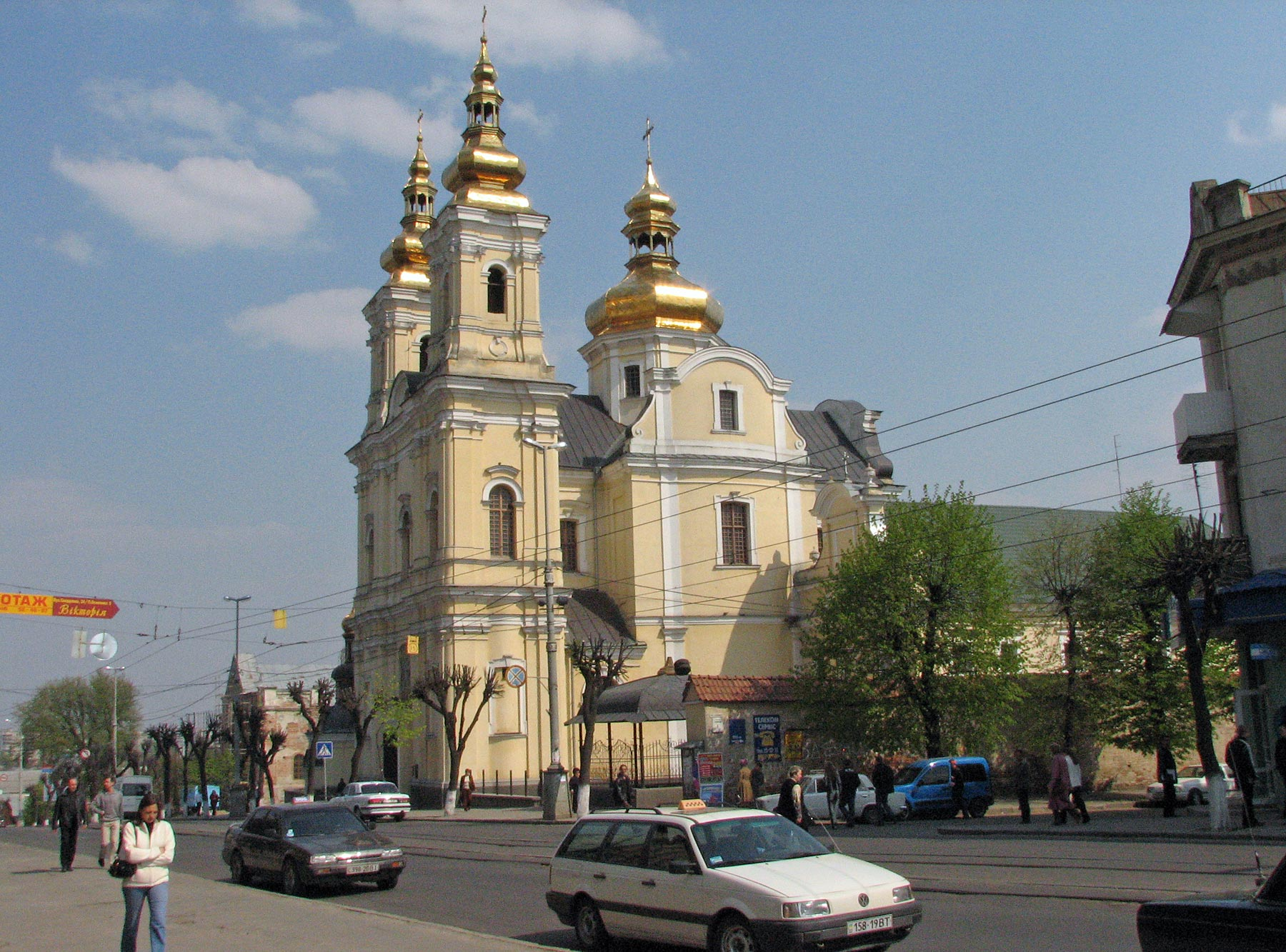
Den ortodoxa Kristi Förklaringskyrkan i centrala Vinnytsia var fram till och med 1832 det dominikanska klostrets kyrka.
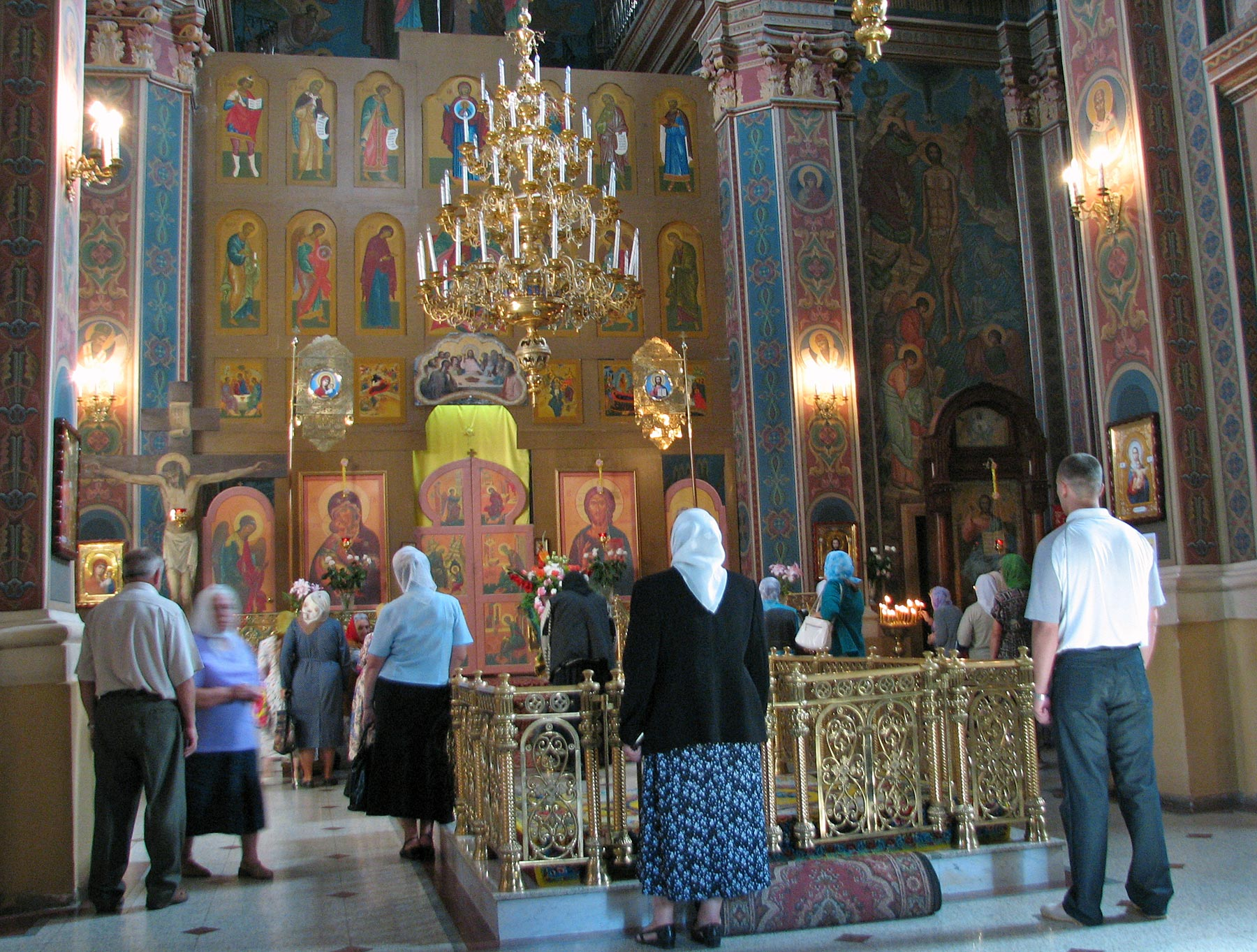
Den ortodoxa Kristi Förklaringskyrkan har nyligen genomgått en omfattande invändig renovering.
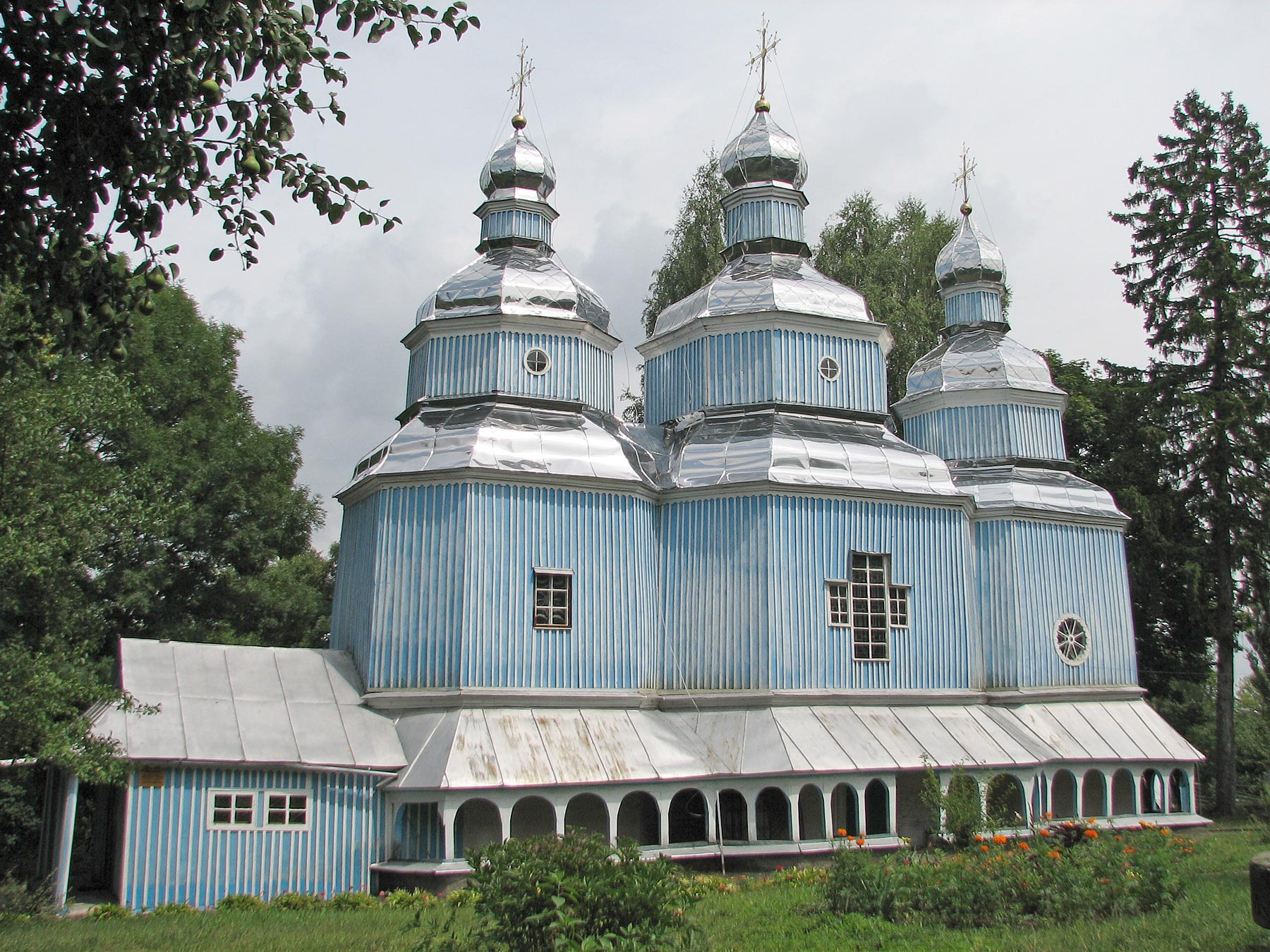
Sankt Mykolas ortodoxa kyrka från 1746 är belägen i Vinnytsias äldsta del, Stare Misto.
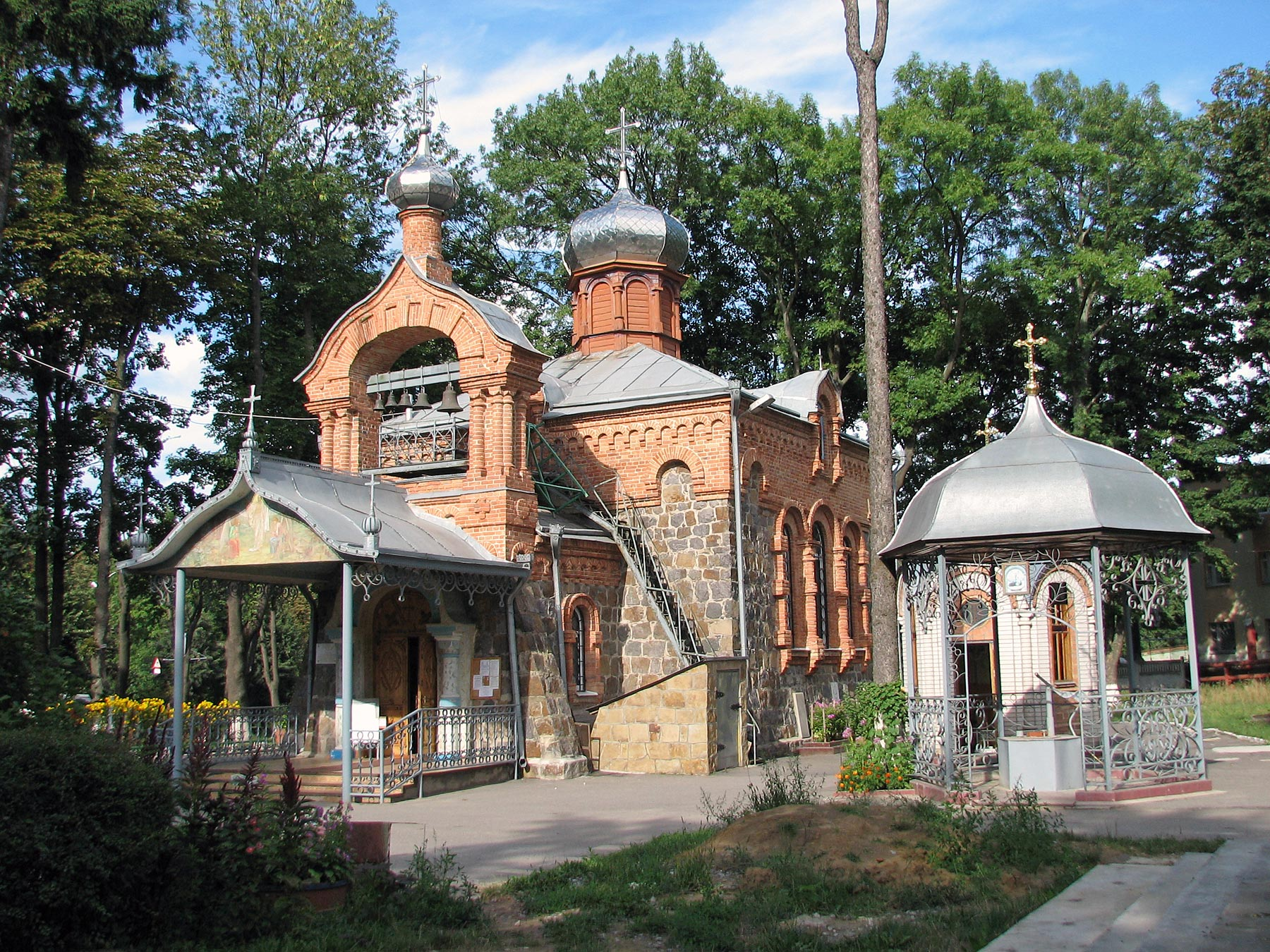
Ortodox kyrka från 1910 nära Gorkijparken i Vinnytsia.
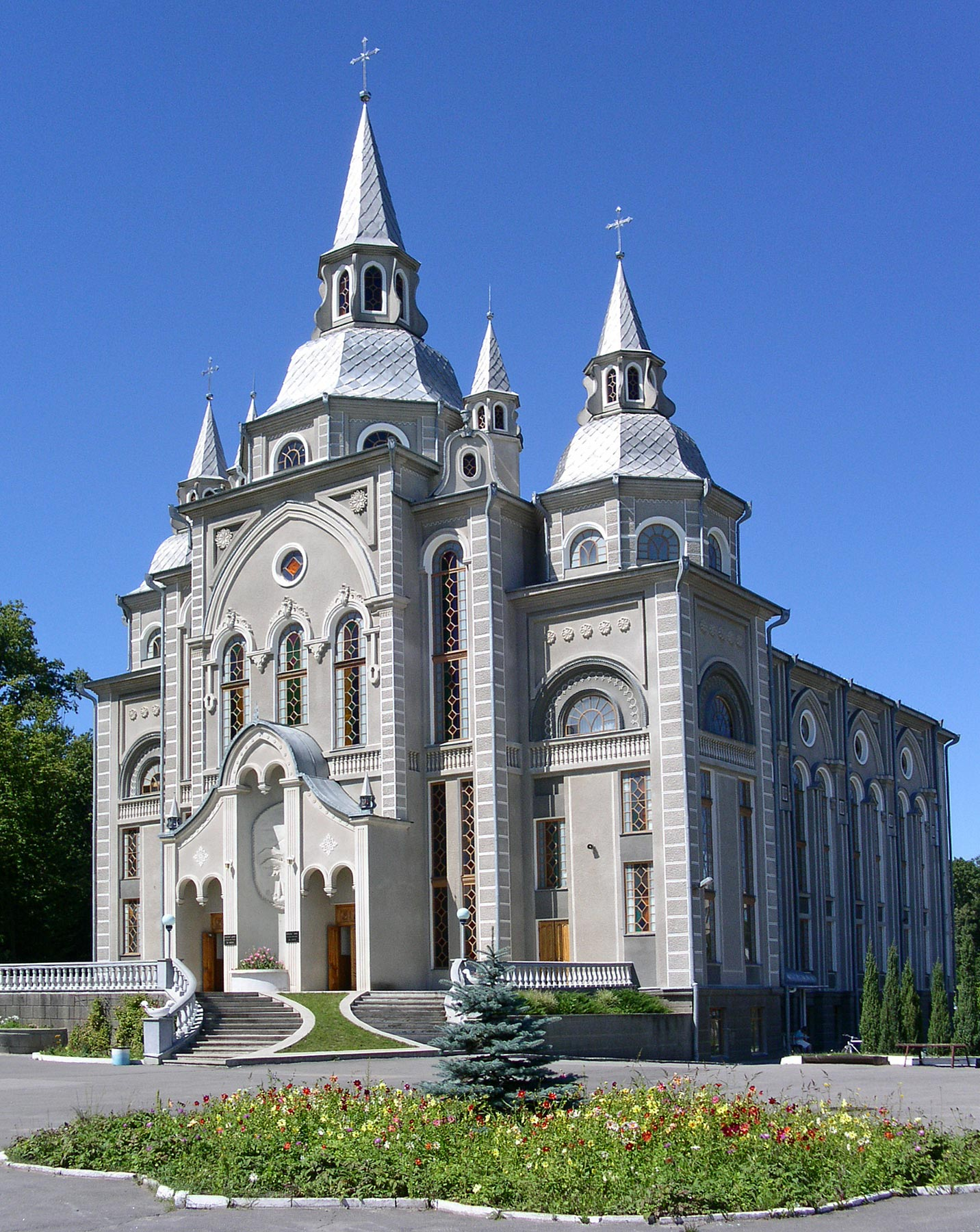
Den största baptistiska kyrkan (Dom Evanhelyja) i Vinnytsia.
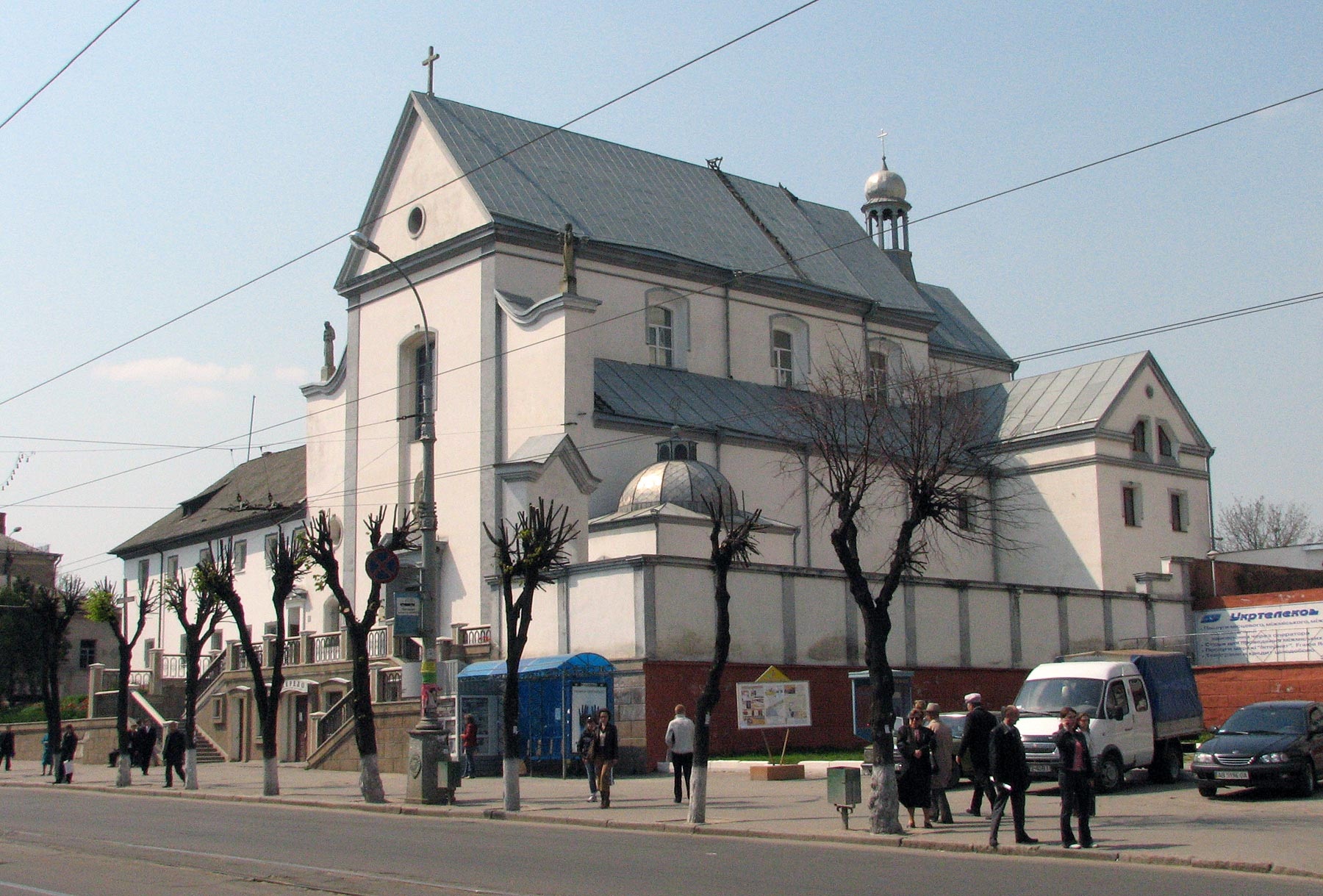
Den romersk-katolska kyrkan i centrala Vinnytsia.
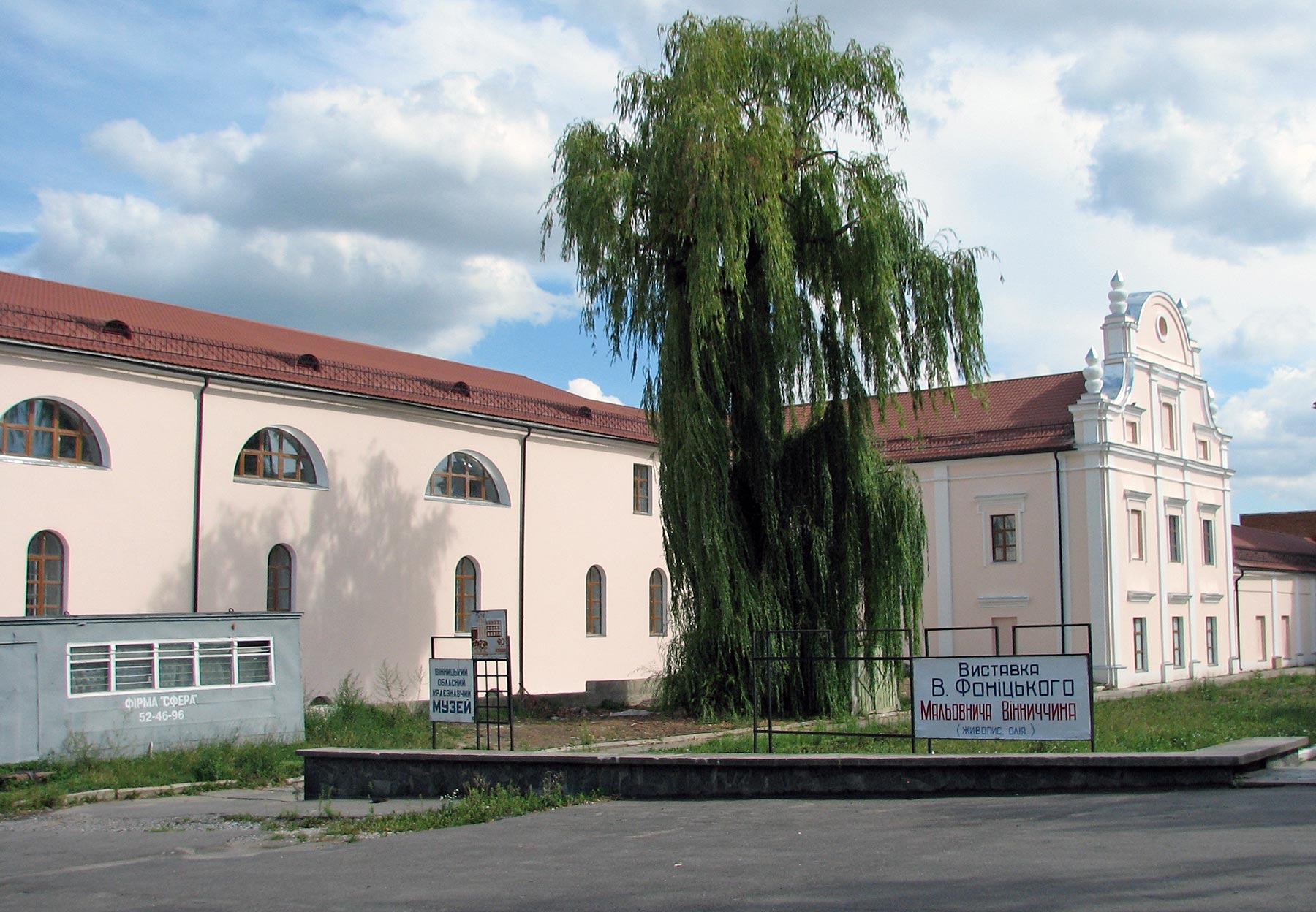
Det dominikanska klostret från 1624 inhyser numera Vinnytsia oblasts arkiv.

## Kultur och nöjen
Ett flertal teatrar finns i staden, varav den främsta är Sadovskyjs dramatiska teater. Den relativt stora och centralt belägna stadsparken är uppkallad efter den ryske författaren Maksim Gorkij. I parken finns även en biograf och ett planetarium.
Staden har ett flertal museer av olika slag. Mest bekant är nog den välkände ryske läkaren och kirurgen Nikolaj Pirogovs hem i utkanten av staden som sedan 1947 är ett museum. Intill museet ligger även kirurgens mausoleum, där Pirogovs välbevarade kropp sedan hans död 1881 ligger till beskådande.
Den ukrainske författaren Mychajlo Kotsjubynskyjs födelsehem i centrala Vinnytsia är sedan 1927 ett litterärt museum. 
Vinnytsia oblasts naturhistoriska och historiska museum har nyligen genomgått en omfattande renovering. Det är beläget i den centrala delen av staden, i omedelbar närhet av det gamla dominikanska klostret från 1624.

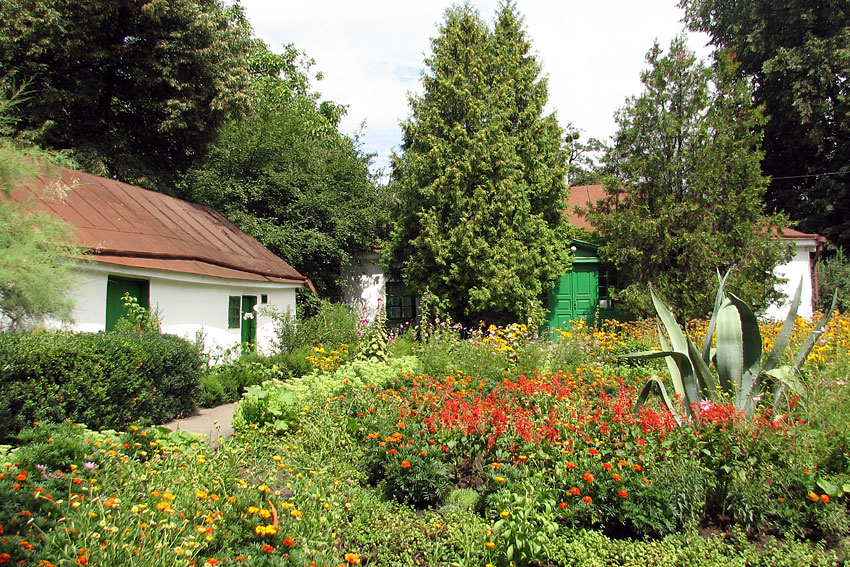
Mychajlo Kotsjubynskyjs museum i centrala Vinnytsia.
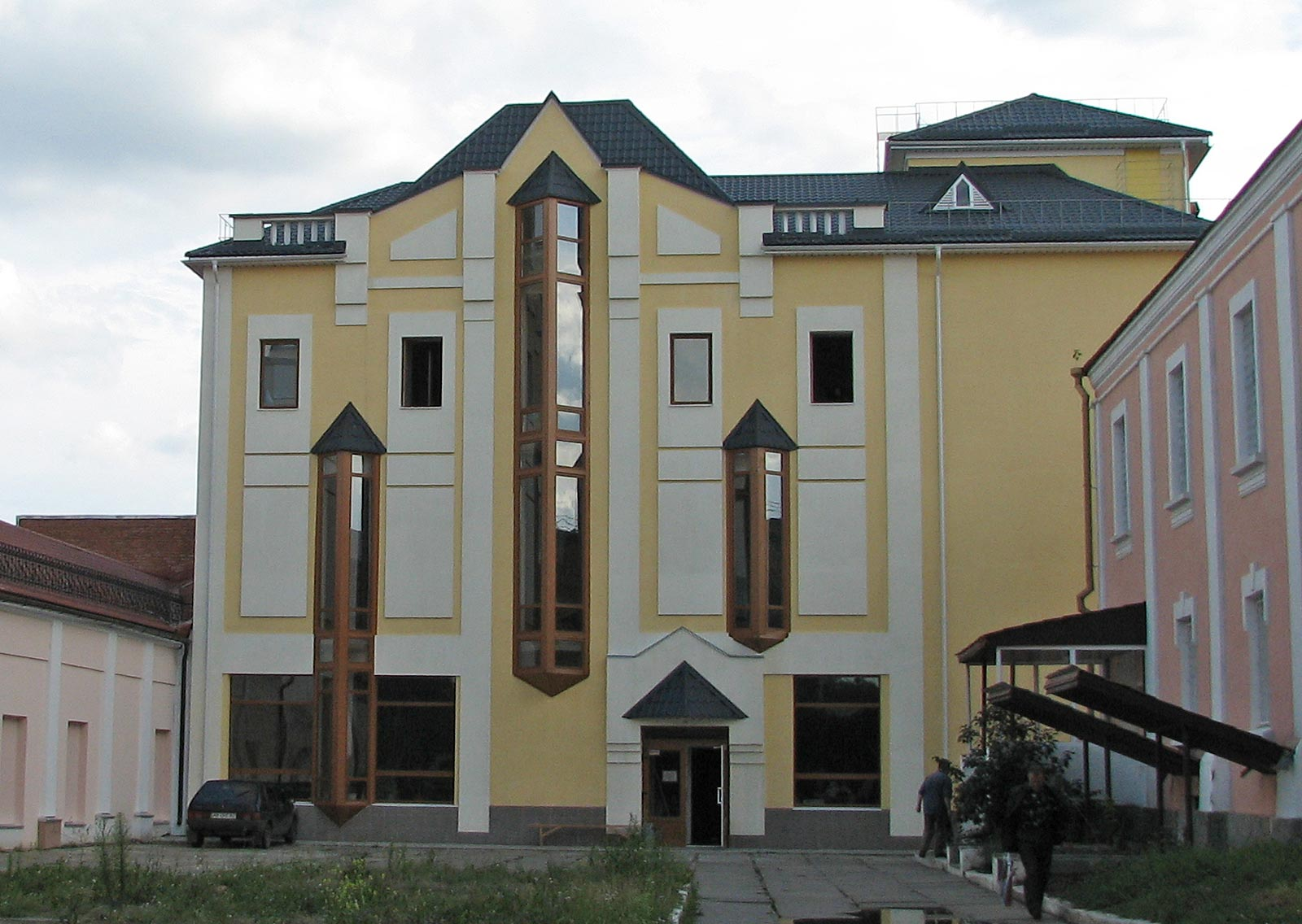
Vinnytsia oblasts naturhistoriska och historiska museum.
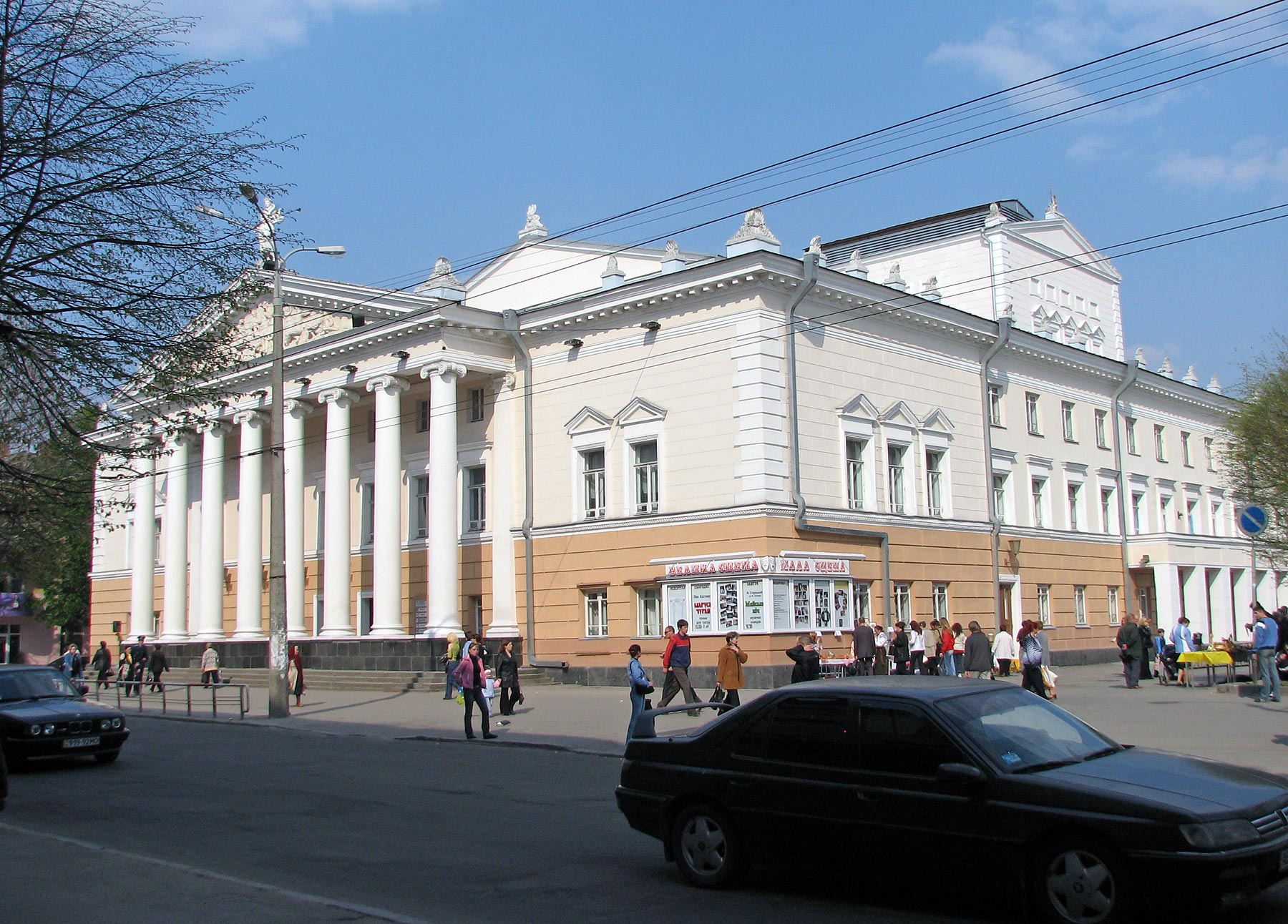
Sadovskyjs dramatiska teater i centrala Vinnytsia.
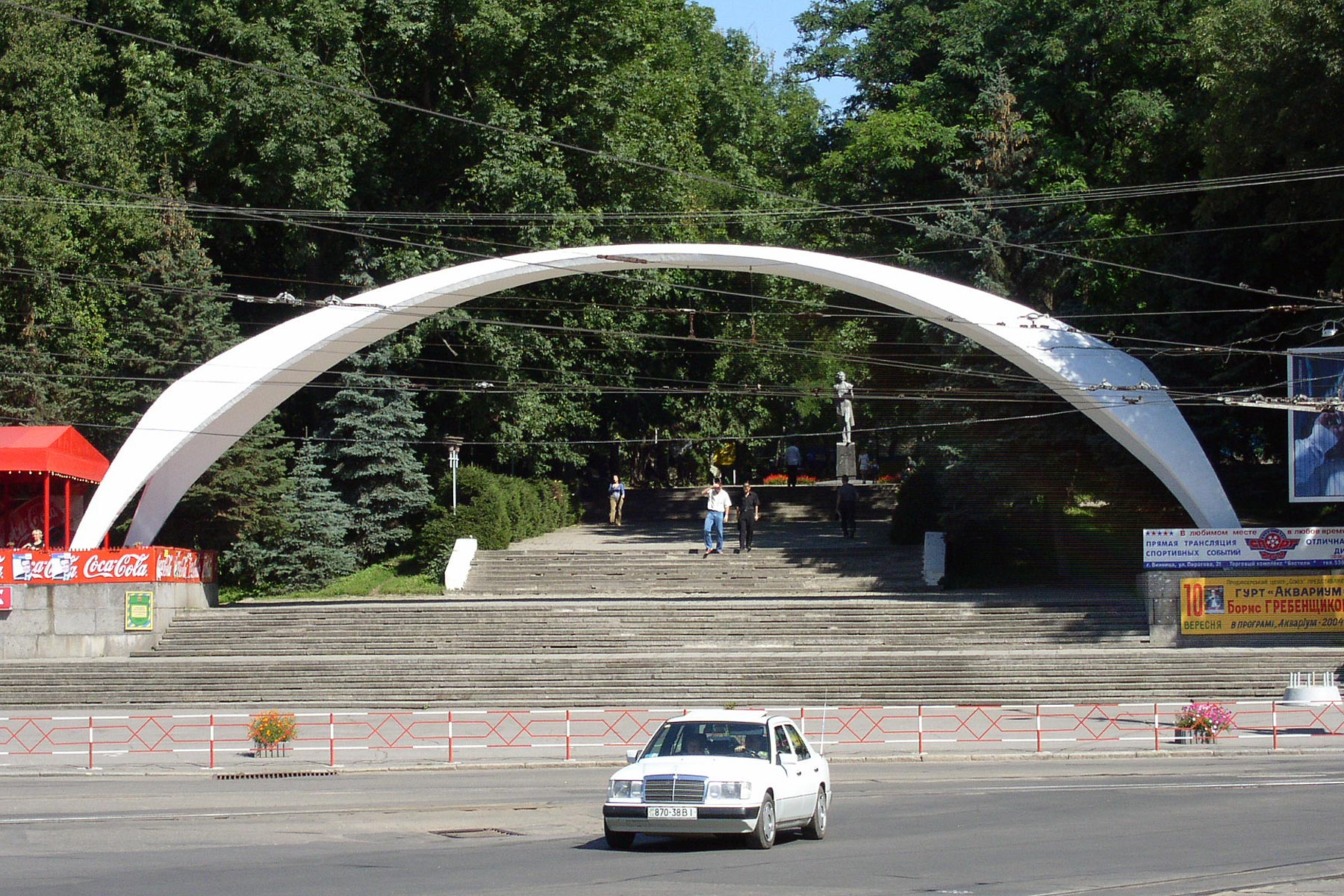
Gorkijparken i Vinnytsia.

## Sport
Stadens främsta idrottare är Natalja Dobrynska, olympisk mästare i sjukamp i Peking 2008. Efter att ha utbildad sig till idrottslärare i hemstaden Vinnytsia flyttade hon 2003 till Kiev, men hon tävlar fortfarande för sin moderklubb Dynamo Vinnytsia. 
Stadens främsta fotbollslag Niva-Svitanok bildades 1958 under namnet Lokomotiv. Under åren 1979–1999 och 2003–2006 gick laget under namnet Niva och under åren 1999–2003 under namnet FK Vinnytsia. Laget spelade i den ukrainska ligans förstadivision 1997–2005, men efter att laget fått ekonomiska problem spelar det sedan 2007 i den andra divisionen och med det nya namnet Niva-Svitanok.

## Kända personer med anknytning till Vinnytsia
- Nathan Altman – konstnär
- Ivan Bohun – kosackledare under Bohdan Chmelnytskyjs uppror 1648–1657
- Natalja Dobrynska olympisk mästare i sjukamp 2008
- Mychajlo Kotsjubynskyj – författare
- Volodymyr Kozjuchar – dirigent
- Aleksandr Lerner – sovjetisk vetenskapsman och dissident
- Nikolaj Pirogov – läkare och kirurg
- Valentyn Retjmedin – journalist och författare
- Dmytro Sjurov – musiker, tidigare medlem av Okean Elzy, numera i Esthetic Education
- Mychajlo Stelmach – författare

## Vänorter
- Kielce, Polen
- Peterborough, Storbritannien
- Birmingham, Alabama, USA
- Iaşi, Rumänien
- Rîbnița, Moldavien
- Bursa, Turkiet